# Молодіжне (Кременчук)
Молоді́жне, се́лище Молодіжне — місцевість Кременчука. Розташована у північній частині міста, з порівняно великою кількістю населення. Тут протікає річка Сухий Кагамлик. У цьому мікрорайоні міста переважають п'яти- й дев'ятиповерхівки; на початку проспекту Лесі Українки знаходяться декілька 14-ти поверхівок.

## Розташування
Молодіжне на півдні межує з Пивзаводом, а на північному сході з Північним промисловим вузлом. На сході знаходиться станція Кагамлицька.

## Історія
у 1960 році Рада Міністрів СРСР прийняла постанову про розвиток Кременчуцького промислового району. Тож у 1961 році розпочато спорудження Кременчуцького нафтопереробного заводу — одного з найбільших підприємств з виробництва нафтопродуктів в Україні.
Одночасно розпочалося й спорудження житла для будівельників. Першим новозбудованим житлом були двоповерхові двопід'їздні будинки, побудовані за три кілометри від основних об'єктів заводу, впритул до села Червона Знам'янка (нині Нова Знам'янка). Так з'явилося селище Молодіжне, яке згодом виросло у великий житловий масив Кременчука.
У липні 1967 року тролейбусний маршрут № 2 сполучив річковий вокзал та нафтопереробний завод.